# Jan Willem Snippe
Jan Willem Snippe est un joueur néerlandais de volley-ball né le 21 mai 1986 à Heemskerk (Hollande-Septentrionale). Il mesure 2,00 m et joue réceptionneur-attaquant. Il totalise 103 sélections en équipe des Pays-Bas.

## Clubs
| Club                   | De        | À         |
| ---------------------- | --------- | --------- |
| VC Nesselande          | 2005-2006 | 2006-2007 |
| AS Volley Lube         | 2007-2008 | 2008-2009 |
| Top Volley Latina      | 2009-2010 | 2009-2010 |
| Lupi Santa Croce       | 2010-2011 | 2011-2012 |
| TSV Unterhaching       | 2012-2013 | 2012-2013 |
| Iaroslavitch Iaroslavl | 2013-2014 | 2013-2014 |
| İnegöl Belediyespor    | 2013-2014 | 2013-2014 |
| Narbonne Volley        | 2016-2017 | 2016-2017 |

## Palmarès
- Ligue européenne (1)
  - Vainqueur : 2006
  - Finaliste : 2008
- Championnat des Pays-Bas (1)
  - Vainqueur : 2006
- Coupe d'Allemagne (1)
  - Vainqueur : 2013
- Coupe d'Italie (2)
  - Vainqueur : 2008, 2009
- Coupe des Pays-Bas (2)
  - Vainqueur : 2006, 2007
- Supercoupe d'Italie (1)
  - Vainqueur : 2008